# Заболотская, Любовь Сергеевна
Любовь Сергеевна Заболотская (род. 2 апреля 1956 года в с. Сардык Кировской области) — советская лыжница, вице-чемпионка чемпионата мира 1982 года.

## Спортивная карьера
Лучшим достижением Любови Заболотской является серебряная медаль в эстафете на чемпионате мира 1982 года в Хольменколлене (Осло), в личных гонках — лучший результат 15 место на дистанции 10 км там же в Хольменколлене.

## Биография
С 1987 года она работает тренером-преподавателем по лыжным гонкам в Московском физико-техническом институте. На 2021 год работает в Долгопрудном тренером по плаванию.